# زرواله
زرواله (به عربی: زروالة) یک شهرداری در الجزایر است که در استان سیدی بلعباس واقع شده‌است.